# 天主教伯靈頓教區
天主教伯靈頓教區（拉丁語：Diocesis Burlingtonensis）是美國一個羅馬天主教教區，屬波士頓總教區。
範圍包括佛蒙特州全州，教座位於該州最大城市伯靈頓。2008年有教友118,000人、80個堂區、135名司鐸。現任教區主教為薩爾瓦托雷·羅納德·馬塔諾。
1853年7月29日教區成立。